# Église Notre-Dame de Ranchy
L'église Notre-Dame est une église catholique située à Ranchy, en France.

## Localisation
L'église est située dans le département français du Calvados, dans le bourg de Ranchy.

## Architecture
Le clocher est inscrit au titre des Monuments historiques depuis le 29 octobre 1926.

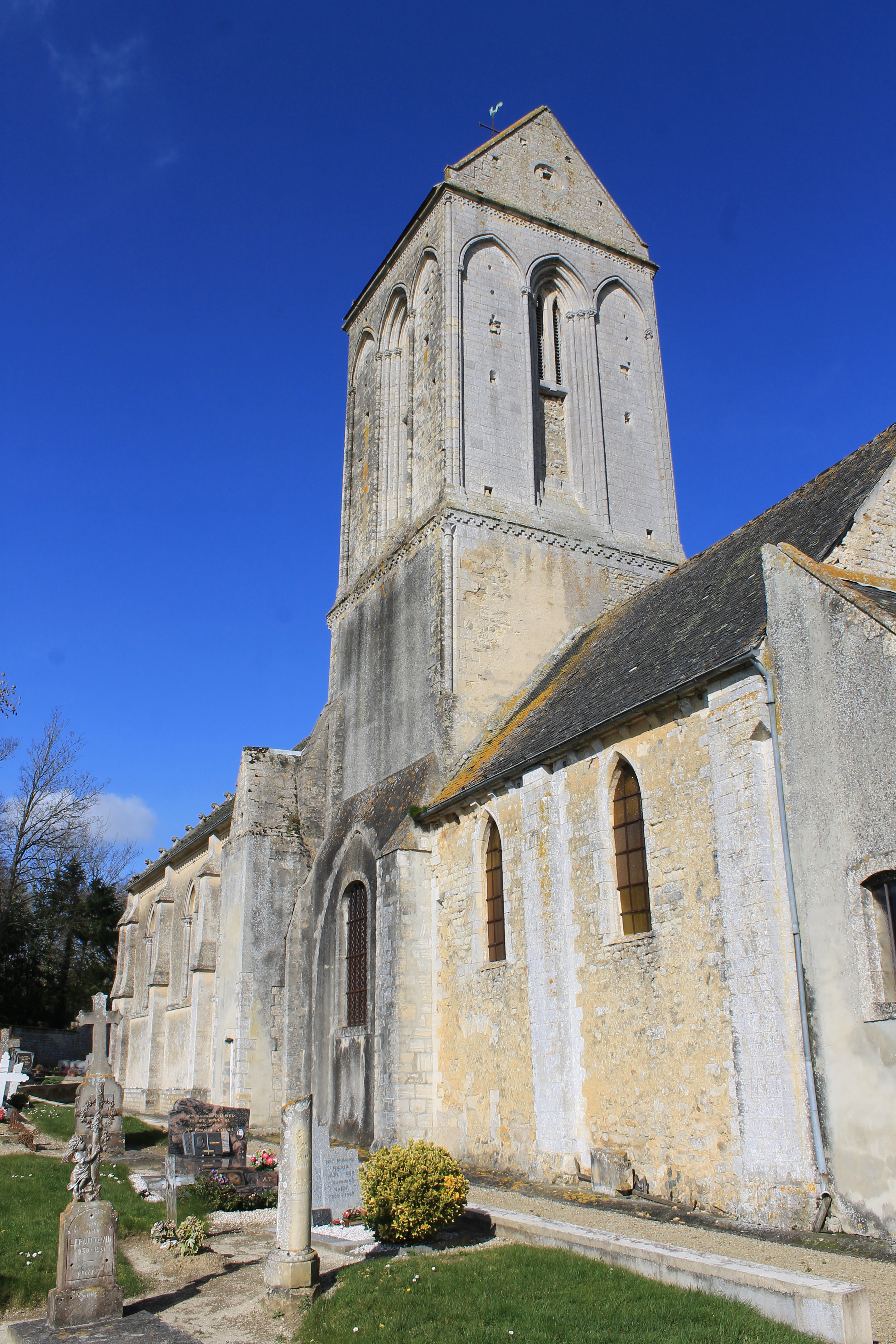
Le clocher.
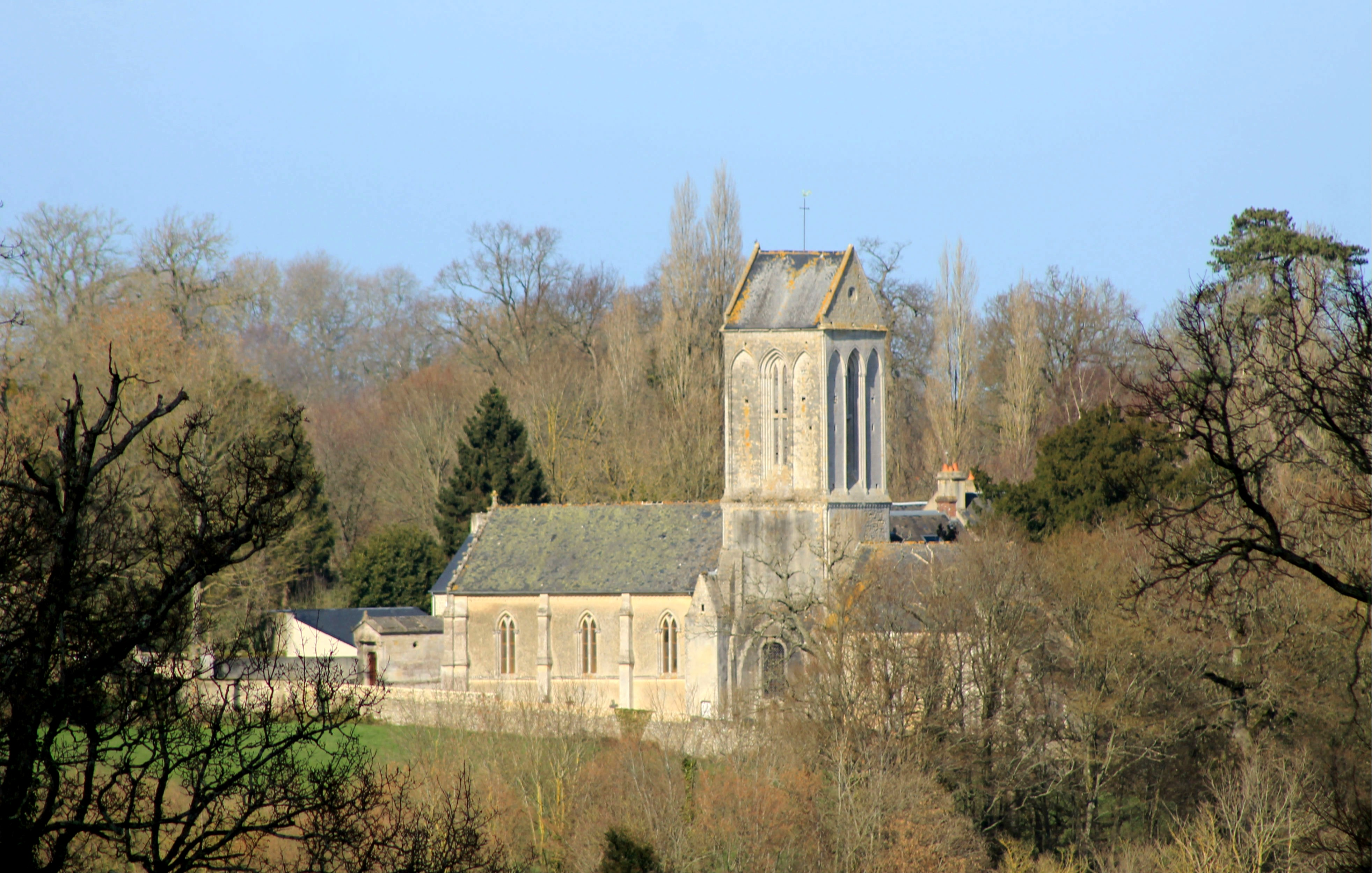
Vue méridionale.